# FIBA África

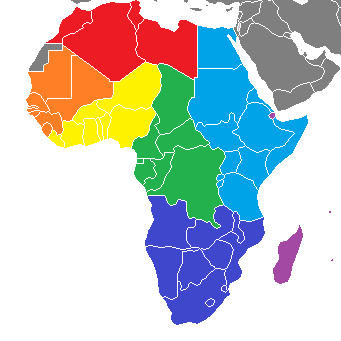
Subzonas en las que se divide FIBA África.

FIBA África es una zona dentro de la asociación de baloncesto FIBA que incluye a las 54 federaciones nacionales africanas de la FIBA. fue fundada el 11 de junio de 1961 en El Cairo, Egipto. Los países fundadores fueron Egipto, Marruecos, Etiopía, Sudán, Togo, Sierra Leona, Ghana, Guinea, Libia, Mali y Alto Volta. También participó como miembro fundador la región británica de Rodesia y Nyasalandia, que anteriormente participaba en las competiciones de FIBA Europa como parte del Reino Unido.
En marzo de 1962, se creó el Campeonato Premier de Naciones de África.
Previamente llamada «Asociación de Federaciones Africanas de Baloncesto» (en francés: Association des Fédération Africaines de Basketball), en el 2002 cambió su denominación por la actual. Cuenta con 53 federaciones afiliadas y organiza distintos campeonatos, entre ellos el AfroBasket y el AfroBasket femenino para seleccionados y la Basketball Africa League en rama masculina y en la rama femenina.
Su mejor competición a nivel de clubes es la Basketball Africa League (BAL), creada en 2021 a partir de una iniciativa entre la NBA y la FIBA.

## Mejores 10 del FIBA África

### Masculino
Actualizado al 26 de agosto de 2016
| Pos. | Cambio      | País                     | Pts.  |
| ---- | ----------- | ------------------------ | ----- |
| 16   | 9           | Nigeria C                | 106.2 |
| 21   | 2           | Túnez                    | 69.0  |
| 23   | 8           | Angola                   | 66.0  |
| 31   | Sin cambios | Senegal                  | 29.2  |
| 40   | Sin cambios | Costa de Marfil          | 20.4  |
| 41   | Sin cambios | Egipto                   | 19.2  |
| 52   | Sin cambios | Camerún                  | 10.2  |
| 57   | Sin cambios | República Centroafricana | 7.4   |
| 57   | Sin cambios | Malí                     | 7.4   |
| 60   | Sin cambios | Marruecos                | 7.0   |

C Actual Campeón Africano

### Femenino
Actualizado al 26 de agosto de 2016
| Pos. | Cambio      | País            | Pts. |
| ---- | ----------- | --------------- | ---- |
| 17   | 7           | Senegal C       | 84.0 |
| 18   | Sin cambios | Angola          | 79.0 |
| 23   | 4           | Malí            | 39.6 |
| 26   | 2           | Mozambique      | 36.0 |
| 38   | 1           | Camerún         | 16.0 |
| 42   | Sin cambios | Nigeria         | 14.4 |
| 53   | Sin cambios | Costa de Marfil | 7.6  |
| 60   | Sin cambios | Egipto          | 4.4  |
| 61   | Sin cambios | Ruanda          | 4.0  |
| 62   | Sin cambios | Guinea          | 3.6  |

C Actual Campeón Africano

## Torneos de FIBA África

### Selecciones
- AfroBasket
- AfroBasket femenino
- FIBA África Under-18 Championship
- FIBA África Under-18 Championship for Women
- FIBA África Under-16 Championship
- FIBA África Under-16 Championship for Women

### Clubes
- FIBA Africa Clubs Champions Cup (hasta 2019)
- Basketball Africa League (desde 2021)
- Basketball League Africa femenina
- FIBA África Winners Cup

## Campeones Vigentes

### Países
| Men's            | Women's            | U-18 Men's      | U-18 Women's     | U-16 Men's        | U-16 Women's     |
| ---------------- | ------------------ | --------------- | ---------------- | ----------------- | ---------------- |
| Túnez (2021) (3) | Nigeria (2023) (6) | Malí (2024) (3) | Malí (2024) (9*) | Guinea (2023) (1) | Malí (2023) (8*) |

(*) Récord

### Clubes
| Men's                       | Women's                          |
| --------------------------- | -------------------------------- |
| Petro de Luanda (2024) (1*) | Ferroviário de Maputo (2024) (3) |

## Participación en Juegos Olímpicos

### Hombres
| Nation                   | 1936  | 1948 | 1952 | 1968 | 1972 | 1976 | 1980 | 1984 | 1988 | 1992 | 1996 | 2000 | 2004 | 2008 | 2012 | 2016 | Total |
| ------------------------ | ----- | ---- | ---- | ---- | ---- | ---- | ---- | ---- | ---- | ---- | ---- | ---- | ---- | ---- | ---- | ---- | ----- |
| Angola                   |       |      |      |      |      |      |      |      |      | 10   | 11   | 12   | 12   | 12   |      |      | 5     |
| República Centroafricana |       |      |      |      |      |      |      |      | 10   |      |      |      |      |      |      |      | 1     |
| Egipto                   | 15-18 | 19   | 9-16 |      | 16   | 12   |      | 12   | 12   |      |      |      |      |      |      |      | 7     |
| Marruecos                |       |      |      | 16   |      |      |      |      |      |      |      |      |      |      |      |      | 1     |
| Nigeria                  |       |      |      |      |      |      |      |      |      |      |      |      |      |      | 10   | 11   | 2     |
| Senegal                  |       |      |      | 15   | 15   |      | 11   |      |      |      |      |      |      |      |      |      | 3     |
| Túnez                    |       |      |      |      |      |      |      |      |      |      |      |      |      |      | 11   |      | 1     |
| Total                    | 1     | 1    | 1    | 2    | 2    | 1    | 1    | 1    | 2    | 1    | 1    | 1    | 1    | 1    | 2    | 1    | 20    |

### Mujeres
| Nation       | 1996 | 2000 | 2004 | 2008 | 2012 | 2016 | Total |
| ------------ | ---- | ---- | ---- | ---- | ---- | ---- | ----- |
| Angola (ANG) |      |      |      |      | 12   |      | 1     |
| Malí         |      |      |      | 12   |      |      | 1     |
| Nigeria      |      |      | 11   |      |      |      | 1     |
| Senegal      |      | 12   |      |      |      | 12   | 2     |
| Zaire        | 12   |      |      |      |      |      | 1     |
| Total        | 1    | 1    | 1    | 1    | 1    | 1    | 6     |

## Récord en Copas Mundiales

### Hombres
| País                     | 1950 | 1959 | 1970 | 1974 | 1978 | 1982 | 1986 | 1990 | 1994 | 1998 | 2002 | 2006 | 2010 | 2014 | Total |
| Argelia                  |      |      |      |      |      |      |      |      |      |      | 15   |      |      |      | 1     |
| Angola                   |      |      |      |      |      |      | 20   | 13   | 16   |      | 11   | 10   | 15   | 17   | 6     |
| República Centroafricana |      |      |      | 14   |      |      |      |      |      |      |      |      |      |      | 1     |
| Egipto                   | 5    | 11   | 13   |      |      |      |      | 16   | 14   |      |      |      |      | 24   | 5     |
| Costa de Marfil          |      |      |      |      |      | 13   | 23   |      |      |      |      |      | 20   |      | 3     |
| Nigeria                  |      |      |      |      |      |      |      |      |      | 13   |      | 14   |      |      | 2     |
| Senegal                  |      |      |      |      | 14   |      |      |      |      | 15   |      | 22   |      | 16   | 3     |
| Túnez                    |      |      |      |      |      |      |      |      |      |      |      |      | 24   |      | 1     |
| Total                    | 1    | 1    | 1    | 1    | 1    | 1    | 2    | 2    | 2    | 2    | 2    | 3    | 3    | 3    | 25    |

### Mujeres
| País       | 1971 | 1975 | 1979 | 1983 | 1990 | 1994 | 1998 | 2002 | 2006 | 2010 | 2014 | Total |
| Angola     |      |      |      |      |      |      |      |      |      |      | 16   | 1     |
| Kenia      |      |      |      |      |      | 16   |      |      |      |      |      | 1     |
| Madagascar | 13   |      |      |      |      |      |      |      |      |      |      | 1     |
| Malí       |      |      |      |      |      |      |      |      |      | 15   |      | 1     |
| Mozambique |      |      |      |      |      |      |      |      |      |      | 15   | 1     |
| Nigeria    |      |      |      |      |      |      |      |      | 16   |      |      | 1     |
| Senegal    |      | 13   | 12   |      | 14   |      | 14   | 15   | 15   | 16   |      | 6     |
| RD Congo   |      |      |      | 14   | 15   |      | 16   |      |      |      |      | 3     |
| Túnez      |      |      |      |      |      |      |      | 16   |      |      |      | 1     |
| Total      | 1    | 1    | 1    | 1    | 2    | 1    | 2    | 2    | 2    | 2    | 2    | 17    |